# Fernand de La Tombelle
Antoine Louis Joseph Gueyrand Fernand Fouant de La Tombelle (ur. 3 sierpnia 1854 w Paryżu, zm. 13 sierpnia 1928 w Château de Fayrac) – francuski kompozytor i organista.

## Życiorys
W dzieciństwie uczył się gry na fortepianie od matki, która była wychowanicą Ferenca Liszta i Sigismunda Thalberga. Później kształcił się w Konserwatorium Paryskim, gdzie jego nauczycielami byli Alexandre Guilmant (organy) i Théodore Dubois (kompozycja). Pobierał też lekcje u Camille’a Saint-Saënsa. Od 1878 roku współpracował z Guilmantem przy organizacji recitali organowych, a od 1885 do 1896 roku był asystentem Dubois na stanowisku organisty kościoła de la Madeleine w Paryżu. W latach 1896–1904 wykładał kompozycję w Schola Cantorum de Paris. Pisał artykuły do szkolnego magazynu „Tribune de Saint Gervais”. Opublikował pracę L’oratorio et la cantate (Paryż 1911).
Komponował głównie utwory religijne, m.in. Mszę d-moll, Messe funèbre, oratoria Crux, Les sept paroles de Notre Seigneur en Croix, L’abbaye i Jeanne d’Arc, kantaty, motety, kantyki. Napisał też operetki Un Bon Numéro (1892) i Un Rêve au pays du bleu (1892).